# سنجاب طنابی توماس
سنجاب طنابی توماس (نام علمی: Funisciurus anerythrus) نام یک گونه از سرده سنجاب نواری آفریقایی است.